# Laurent Nouvion
Pour les articles homonymes, voir Nouvion.
Laurent Nouvion, né le 25 mars 1968 à Monaco, est un homme politique monégasque.

## Biographie
Laurent Nouvion est administrateur de sociétés.
Il est membre du Conseil national de 2007 à 2018, et le préside de février 2013 à avril 2016, date à laquelle il est battu par Christophe Steiner,.